# Weltvereinigung der Belarussen „Vaterland“
Die Weltvereinigung der Belarussen „Vaterland“ (belarussisch Згуртаванне беларусаў свету «Бацькаўшчына») ist eine internationale Organisation, die Menschen belarussischer Abstammung auf der ganzen Welt vereint. 2016 waren 135 Organisationen der belarussischen Diaspora aus 28 Ländern Mitglieder des „Vaterlandes“.
Die Organisation wurde am 10. September 1991 gegründet. Seitdem hat die Organisation die belarussische Kultur in Belarus und im Ausland gefördert, zahlreiche Bücher über die belarussische Kultur und die Geschichte der Belarussen im Ausland veröffentlicht und alle fünf Jahre Konferenzen organisiert, darunter Weltkongresse der Belarussen.

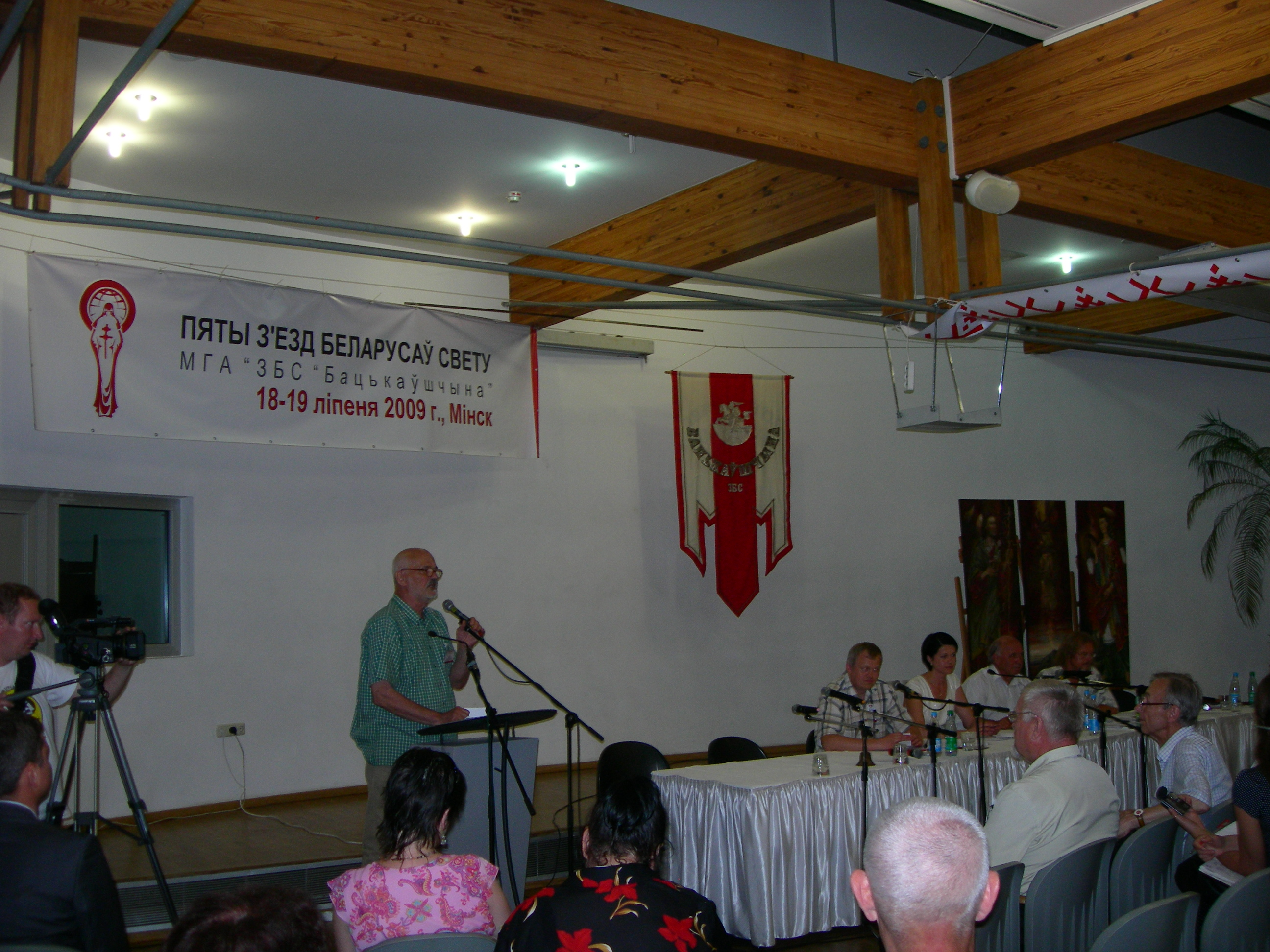
5. Weltkongress der Belarussen in Minsk 2009

Die derzeitige Präsidentin des „Vaterlandes“ ist Alena Makouskaja. Nina Schidlouskaja ist die Ratsvorsitzende.
Am 24. September 2021 hat der Oberste Gerichtshof die Organisation aufgelöst. Ihr Büro in Minsk wurde zuvor durchsucht und versiegelt.